# Kroatenseelsorge in Deutschland
Die Kroatenseelsorge in Deutschland (kroatisch Hrvatski dušobrižnički ured u Njemačkoj) leitet gemeinsam mit den Bischofskonferenzen Deutschlands, Kroatiens und Bosnien-Herzegowinas die Koordination der Pastoralarbeit für die kroatischen-katholischen Missionen der kroatisch katholischen Christen in Deutschland.

## Geschichte
Bedingt durch die Arbeitsmigration kroatisch römisch-katholischer Bevölkerung seit 1968 aus dem gesamten Staatsgebiet des ehemaligen Jugoslawiens, erfolgte durch die Bischofskonferenz Deutschlands ein Seelsorgeangebot an die kroatischen Migranten. Es beinhaltet die Möglichkeit zur Pflege der eigenen religiösen Traditionen und erleichtert die Beheimatung in den deutschen Ortskirchen. Von den in Deutschland derzeit gegründeten 426 muttersprachlichen Gemeinden, entfallen ca. 100 Gemeinden auf die Kroatisch sprechenden Katholiken. Nach eigenen Angaben und den Statistiken der deutschen Bistümer werden die ca. 305.000 kroatischen Katholiken von derzeit 94 Priestern, 6 Diakonen, 74 Pastoralmitarbeitern und 27 Sekretärinnen betreut. Das Koordinationsbüro der Kroatenseelsorge befindet sich seit 1978 in Frankfurt am Main. Derzeit ist Pfarrer Ivica Komadina, als Delegat für die Kroatenseelsorge in Deutschland beauftragt.

## Kirchliche Angebote
Die Kroatenseelsorge in Deutschland ermöglicht regelmäßig pastorale Veranstaltungen, Seminare auf Regional- und Bundesebene (Deutschland). Vor allem Wallfahrten, Exerzitien, Fortbildungsseminare, pastorale Jahrestagungen, Jugendtreffen, Jugendbibelolympiaden, Folklorefestivals, Treffen der Kinderchöre und Erwachsenenkirchenchöre. Die Kroatenseelsorge in Deutschland gibt regelmäßig die Zeitschrift „Živa zajednica“ (Lebendige Gemeinde) heraus. Es informiert in Kroatischer und Deutscher Sprache über das Gemeindeleben der kroatisch-katholischen Missionen in Deutschland. Das beinhaltet auch soziale Themen. Als Mitteilungsblatt der kroatisch-katholischen Missionen enthält es auch interessante Artikel über kroatische Kultur, Geschichte und Sprache. Derzeit ist der Chefredakteur der Zeitschrift „Živa zajednica“ Dr. Adolf Polegubić.
Jährlich wird der Sammelband „Zbornik“ herausgegeben, indem  über die Referate der im Herbst stattfindenden Jahrestagungen der Priester und pastoralen Mitarbeiter berichtet wird. Für die kroatisch-katholischen Gläubigen wird jährlicher ein liturgischer Wandkalender mit allen wichtigen Angaben zum Kirchenjahr herausgegeben. In Abständen wird das Adressbuch „Vodič“ mit allen Adressen der katholisch-kroatischen Missionen in Europa und weltweit, Adressen kroatischer Sozialarbeiter in Beratungsstellen der Deutschen Caritas und weitere Adressen römisch-katholisch, karitativer Einrichtungen publiziert.

## Gemeindeleben
Das Gemeindeleben der römisch-katholischen Christen kroatischer Nationalität ist neben dem sonntäglichen Gemeindegottesdienst vielseitig. Dieses wird durch die kroatisch römisch-katholische Kirchengemeinde des Hl. Nikola Tavelić in Leonberg verdeutlicht:  
Neben den pastoralen Aufgaben der Taufvorbereitung für Eltern und Taufpaten, der Buße (Religion) vor Weihnachten und Ostern, der Vorbereitung auf die Erstkommunion und Firmung, der Ehevorbereitung, Erwachsenen-Katechese, Angeboten zur geistigen Erneuerung, werden neben Freizeiten für Kinder und Jugendliche auch Studienreisen für kroatische, deutsche und für Jugendliche anderer Nationalität nach Kroatien, Bosnien-Herzegowina oder Italien angeboten.
Es finden Gemeindefahrten nach Lourdes, Fátima, Rom, Padova, Israel, Zwiefalten und Međugorje statt. Zudem Treffen junger Familien, Gebetskreise und Bibelgruppen.